# Florian und das Geisterhaus
Florian und das Geisterhaus ist ein Jugendbuch aus dem Jahr 1981 und der dritte Teil der dreibändigen Florian-Reihe des Autors Oliver Hassencamp.
Erschienen ist das Buch im Franz Schneider Verlag.

## Handlung
Florian, dessen Eltern ohne ihn zum Tauchurlaub nach Italien fahren wollen, soll seine Ferien bei seiner schwerhörigen Tante Lene verbringen. Florian würde allerdings lieber bei seiner Tante Thekla im 40 Kilometer entfernten Grenzwald wohnen. Seine Tante, die allgemein „Madame Thekla“ genannt wird, betreibt dort die „Pension Schicksal“, in der sie ihre Dienste als Hellseherin anbietet.
Da Madame Thekla im Verwandtenkreis als „schwarzes Schaf“ gilt und es im Grenzwald erst vor Kurzem eine Schießerei gab, bestehen Florians Eltern darauf, dass er bei Tante Lene wohnt. Er wird also zur schwerhörigen Dame gefahren und muss sich vor Abreise der Eltern Ermahnungen gefallen lassen:  Sich immer warm genug anziehen; nicht das größte Stück Fleisch von der Platte nehmen; sein Bett selber machen; das Zimmer stets aufgeräumt hinterlassen; im Bad nicht zu sehr herumspritzen und die Wanne nach Gebrauch mit der Dusche ausschwenken; nicht zu viele Süßigkeiten essen; nicht zu lange mit seinen Freunden telefonieren; nur bei geschlossenen Fenstern Trompete üben; nachts nicht zu lange lesen; nicht Tantes Zigarillos stibitzen, die als Sportler sowieso nicht sein Fall waren.
Auf Lenes Frage, was er sich für die Ferien vorgenommen habe, antwortet Florian, trainieren werde er, um seine Form als bester Mittelstreckler der Franz-Joseph-Schule für kommende Wettkämpfe, vor allem gegen Burg Schreckenstein, zu steigern, Trompete werde er üben und sich an das Angebot im Kühlschrank halten. Ansonsten habe er noch keine Pläne.
Um doch noch die Ferien bei Tante Thekla verbringen zu können, spielt er Lene vor, zu schlafwandeln. Nachdem der erste Versuch des Streichs nicht den gewünschten Erfolg hat, gelingt es Florian in der zweiten Nacht, seine Tante Lene durch ein erneutes vorgetäuschtes Schlafwandeln zu überzeugen, dass es besser wäre, wenn er seine Schlafprobleme bei Thekla auskurieren würde. Florian wird am nächsten Tag von Agathe – Madame Theklas Haushälterin und Vertraute Florians – abgeholt und sie fahren zusammen zur Pension Schicksal.

Später eröffnet Madame Thekla ihrem Neffen, dass sie seine Eltern auf Sizilien besuchen werden. Sie werden sich dort mittels „Taximenschen“ bewegen:

„Wir reisen astral hin und leihen uns dort zwei Körper. Die dazugehörigen Seelen schicken wir so lange auf Astralurlaub.“
Sie erklärt Florian, dass die „Taximenschen“, die für sie in Frage kommen, dieselbe elektromagnetischen Frequenz wie sie haben müssen. Deshalb könne man nicht beliebige „Taximenschen“ wählen. Für Thekla und Florian kämen deshalb nur Filippo und Teresa – eine mit ihrem Sohn zusammenlebende verarmte Sizilianerin – in Frage.
Als Thekla zunächst Florians und dann ihren eigenen Astralkörper vom physischen getrennt hat, unternehmen sie die Reise nach Italien. Da sie sich per Gedanken bewegen, können sie innerhalb von Sekundenbruchteilen jede gewünschte Entfernung zurücklegen. Während Florian – für diese unsichtbar – seine Eltern besucht, bemerkt er zum ersten Mal, dass seine Mutter nur seinem Vater zuliebe den Tauchsport ausübt und sie Florian aus diesem Grund nie zu ihren Tauchurlauben mitnehmen.
Im astralen Zustand nimmt Florian zum ersten Mal Kontakt mit seinem Onkel Charlie, Theklas verstorbenen Ehemann, auf. Dieser ist für Florian jedoch unsichtbar, da sich Charlie auf einer anderen Realitätsebene befindet. Die Verständigung funktioniert lediglich durch  Schwingungen. Charlie hilft zunächst Florian beim „Umstieg“ dessen astralen in Filippos physischen Körper. Da Thekla noch nicht in Teresa umgestiegen ist, beschließt Florian mit Filippo als „Taxi“ eine „Probefahrt“ zu unternehmen und wird prompt fälschlicherweise eines Diebstahls bezichtigt. Da er sich nichts hat zuschulden kommen lassen, kann er seine Probefahrt fortsetzen und lernt so Filippos Freunde und Bekannte kennen. Aber auch Vorurteile aufgrund seiner ärmlichen Erscheinung bekommt er spüren.
Als er im Meer taucht, um die Kapazität Filippos Lungen zu testen, entdeckt er am Grund ein Schmuckstück. Mit dem Kettchen geht er zurück an den Hotelstrand, von dem er zuvor vertrieben wurde. Dort stellt er sich als Finder vor und lernt so die Besitzerin, ein deutsches Mädchen namens Adelheid, und ihre Eltern kennen.

Als Filippo wieder zu Hause ist, ist Thekla endlich in Teresas Körper umgestiegen.
„Ich hab dich allein vorgehen lassen! Du warst gewissermaßen erster Testpilot für meine geplante Taxireiseagentur. Ich wollte sehen, ob ein Astraltourist von allein auf die Konzentrationsverlagerung kommt. Du hast die Prüfung beispielhaft bestanden!“
Thekla teilt ihm mit, dass sie vor ihrem Umstieg noch ein Mal nach ihren Körpern in der Pension Schicksal geschaut hat. Diese säßen dort wie Zinnsoldaten in ihren Sesseln. Sie hätten einen Pulsschlag von sechs in der Minute, was den Organismus regeneriere und Florian mehr Kraft für anstehende Wettkämpfe gegen Burg Schreckenstein verleihen würde.
Am nächsten Tag ist Florian (als Filippo) mit seinen Eltern zum Tauchen verabredet. Er kann seine Mutter überzeugen, an Land zu bleiben, denn zu der Höhle, die sie erkunden wollen, sei erst eine Frau getaucht. Diese sei aber nie zurückgekehrt. Während des Tauchgangs wird Florians Vater von einem Kraken angegriffen. Filippo kann den in Lebensgefahr Schwebenden befreien, indem er dem Tier mit einem mitgeführten Messer zwei Arme abtrennt. Während sie im Boot an den Strand zurückfahren, verabreden sie Stillschweigen über den Zwischenfall zu bewahren, um Florians Mutter nicht zu beunruhigen. Als Belohnung für die Hilfe bekommt Filippo eine Angel geschenkt, mit der er Fische fangen und verkaufen kann.
Abends werden Filippo und Teresa von Florians und Agathes Eltern zum Essen eingeladen. Teresa, die sich als Kartenlegerin ausgibt, teilt Florians Eltern mit, dass sich dieser aufgrund des Schlafwandelns nicht mehr bei Lene, sondern bei Thekla aufhält. Schlafwandeln sei keine Krankheit, vielmehr ein Zeichen von lebhafter Phantasie und Sensibilität.
Während Teresa für die Erwachsenen Karten legt, geht Filippo mit Adelheid im Meer schwimmen. Dabei schluckt Adelheit zu viel Wasser und muss von Filippo per Mund-zu-Mund-Beatmung reanimiert werden. Von seinen Freunden wird Filippo bezichtigt, das Mädchen ertränken zu wollen. Die Situation eskaliert, als Filippo als Touristenbettler verhöhnt wird. Es entsteht eine Schlägerei, in deren Verlauf Filippo mit einem Holzbalken niedergeschlagen wird und das Bewusstsein verliert.
Zeitgleich mit dem Schlag auf Filippos Kopf verlässt Florian sein „Taxi“ und schwebt astral über dem Geschehen. Filippo wird ins Krankenhaus verbracht, wo er versorgt wird und die Schläger werden von der örtlichen Polizei vernommen. Schlussendlich erholt sich Filippo schnell und wird zusätzlich mit Kleidung und Süßigkeiten beschenkt.
Nach diesem Abenteuer kehren Florian und Thekla wieder in ihre Körper zurück. Als Florians Eltern aus dem Urlaub zurückkehren, kommt er im Gespräch immer wieder in Situationen, in denen er von Begebenheiten spricht, von denen er nichts wissen dürfte, kann sich jedoch durch geschickte Erklärungen retten.

## Hauptfiguren
- Florian ist Schüler in der Neustädter Franz-Joseph-Schule. Er ist begeisterter Sportler und spielt Trompete. Seine Tante Thekla erkennt seine mediale Begabung und führt ihn in die Welt des Übersinnlichen ein.
- Tante Thekla wohnt in der vierzig Kilometer von Neustadt entfernten „Pension Schicksal“ in der sie als Hellseherin auch ihre Klienten empfängt. Sie wird aufgrund ihrer hellseherischen Fähigkeiten von ihrer Verwandtschaft gemieden. Allgemein wird sie „Madame Thekla“ genannt.
- Agathe ist die 25-jährige Haushälterin und Köchin in der „Pension Schicksal“.
- August ist Hausmeister in der „Pension Schicksal“. Er vergibt die Termine an Madame Theklas Klienten und ist dem Alkohol sehr zugetan.
- Onkel Charlie ist der verstorbene Ehemann von Tante Thekla. Diese nimmt als „Medium“ zu ihm als im Jenseits weiter existierenden „Kontrollgeist“ regelmäßig Kontakt auf,
- Tante Lene ist schwerhörig und bewohnt am Stadtrand ein Haus mit großem Garten.
- Frau Treitschke-Zwiebenich ist die hochnäsige Inhaberin des Damenfrisiersalon ,Annegret’.
- Filippo ist ein junger Italiener, der mit seiner Mutter in ärmlichen Verhältnissen lebt. Er dient Florian während seines Astralurlaubs als „Taxi“.
- Teresa ist Filippos Mutter und dient Madame Thekla während ihres Astralurlaubs als „Taxi“. Sie gibt sich Florians Eltern gegenüber als Kartenlegerin aus.
- Florians Vater ist begeisterter Taucher.
- Florians Mutter verheimlicht ihrem Mann zuliebe ihre Angst vor dem Tauchen.
- Adelheid ist ein junges, deutsches Mädchen, das mit seinen Eltern auf Sizilien Urlaub macht und sich mit Filippo anfreundet.
- Fridolin ist ein junger Polizist und Agathes Verehrer.
- Oskar Kollo ist Polizei-Kommissar, Fridolins Vorgesetzter und ein Freund von August. Er will vor seiner Pensionierung unbedingt befördert werden.

## Chronologie
Band 1: Florian der Geisterseher (1979) - ISBN 978-3-505-07948-1
Band 2: Florian auf Geisterreise (1980) - ISBN 978-3-505-08047-0
Band 3: Florian und das Geisterhaus (1981) - ISBN 	978-3-505-08121-7